# Farní sbor Českobratrské církve evangelické v Kyjově
Farní sbor Českobratrské církve evangelické v Kyjově je sborem Českobratrské církve evangelické v Kyjově. Sbor spadá pod Východomoravský seniorát. Kazetelem sboru je od 1. října 2023 farář Emil Hankovský. Kurátorem je Jan Horák.

## Faráři sboru
- Emil Ženatý (1943–1946)
- Karel Jirků (1946–1967)
- Jan Žilka (1968-1987)
- Michal Šimek (1990–1997, 1997–1999)
- Dan Petříček (2003–2011)
- Erika Petříčková (2011–2021)